# Noticias (Chile)
Noticias fue un noticiero chileno transmitido en el canal público Televisión Nacional de Chile entre el 2 de mayo de 1989 y el 1 de octubre de 1990, durante las postrimerías de la dictadura de Augusto Pinochet y los primeros meses del gobierno de Patricio Aylwin.
Este informativo comenzó el lunes 2 de mayo de 1989, bajo la dirección de la periodista Patricia Guzmán Jofré, en reemplazo de TVNoticias. El 28 de agosto de 1989, Guzmán renunció a su cargo debido a la censura de una entrevista de la periodista María Eugenia Oyarzún al entonces candidato presidencial Patricio Aylwin en el programa A Domicilio (conducido por Julio López Blanco). En su reemplazo, asume el 1° de septiembre de 1989, el periodista Roberto Mardones Sáez, quien permaneció hasta el 10 de marzo de 1990. El 11 de marzo de 1990, asumió la dirección de Prensa de TVN, el periodista Bernardo de la Maza Bañados. Sus presentadores fueron Raquel Argandoña, Juan Guillermo Vivado, Benjamín Palacios, Pamela Hodar y Eduardo Cruz Johnson. 
Noticias terminó el 1 de octubre de 1990, cuando debuta el renovado Departamento de Prensa de Televisión Nacional de Chile. La máxima expresión de este nuevo Departamento de Prensa del canal fue 24 Horas, que debutó en las pantallas de TVN el mismo día, con el propio De la Maza y Cecilia Serrano.

## Presentadores
- Raquel Argandoña (edición central) se incorporó el 15 de junio de 1989 para acompañar a Juan Guillermo Vivado en la edición central de Noticias, durando hasta el 9 de marzo de 1990. En un principio, la edición central la presentaba solamente Vivado.
- Juan Guillermo Vivado (edición central, lunes a miércoles y viernes)
- Pamela Hodar (edición uno, de lunes a viernes)
- Eduardo Cruz Johnson (edición uno, de lunes a jueves; edición dos, los días viernes y edición central, febrero-marzo 1990)
- Gastón De Villegas (edición uno y edición dos, febrero-marzo 1990)
- Benjamín Palacios Urzúa (edición dos, de lunes a miércoles; edición central, los días jueves y fines de semana y días festivos)

## Comentaristas
- Pedro Carcuro (deportes)
- Sergio Livingstone (deportes)
- Blanca Arthur (actualidad política)
- Enrique Lafourcade (actualidad política)
- Ignacio Pérez Walker (actualidad política)
- Patricia Politzer (actualidad política)
- Luis Larraín Arroyo (economía)
- Darío Rojas Rojas (internacional)
- Francisca Alessandri (internacional)
- Macarena Puigrredón (internacional)
- María Romero (cine)
- Yolanda Montecinos (espectáculos)
- Ítalo Passalacqua (espectáculos)

## Logotipos
Durante su fugaz duración, este informativo tuvo dos logotipos. El primero que consistía en la palabra NOTICIAS -con un tipo de letra Helvética Black y de color grís-, pero con el globo terráqueo reemplazando a la letra O y en medio de esa palabra hay cuatro líneas horizontales que la cubren, enmarcadas en un fondo negro que se usó desde el 2 de mayo de 1989 hasta el 10 de marzo de 1990. El segundo y último logotipo, que se utilizó entre el 11 de marzo y el 1 de octubre de 1990, es similar era la palabra NOTICIAS EN TELEVISIÓN NACIONAL pero entre las letras aparecían imágenes del mundo y la tipografía era similar a Compacta y arriba aparece el logo de TVN de ese entonces.

## Estudio
El estudio del noticiero el cual se usó el 2 de mayo de 1989 hasta el 10 de marzo de 1990 era una mesa de color azul cuyo fondo era negro para los conductores de noticias y gris con diseños para los comentaristas, estos fondos se utilizaron para el Avance y las tres ediciones durante la lectura de noticias, las cámaras enfocaban a los conductores con el fondo negro para ellos y fondo gris para los comentaristas y parte del escritorio de color azul. 
El que se usó a partir del 11 de marzo de 1990 hasta el 1 de octubre de 1990 para las ediciones Uno y Dos y edición de fines de semana, consistía en un fondo gris oscuro y para la edición central y el Avance era un fondo de color blanco con tabiques negros en diagonal y algunas veces también se usaba para la Edición Dos y las cámaras solo enfocaban al conductor de medio cuerpo.

## Temas musicales
El que se utilizó desde el 2 de mayo de 1989 y el 10 de marzo de 1990 fue el tema "Network" de Graham de Wilde perteneciente a su álbum Classical Fusion 2 de 1984
El que se utilizó entre el 11 de marzo de 1990 y el 1° de octubre de 1990 el tema musical fue más austero, consistía en una leve percusión, teclados, guitarra eléctrica y bajo.